# أعمال الرحمة

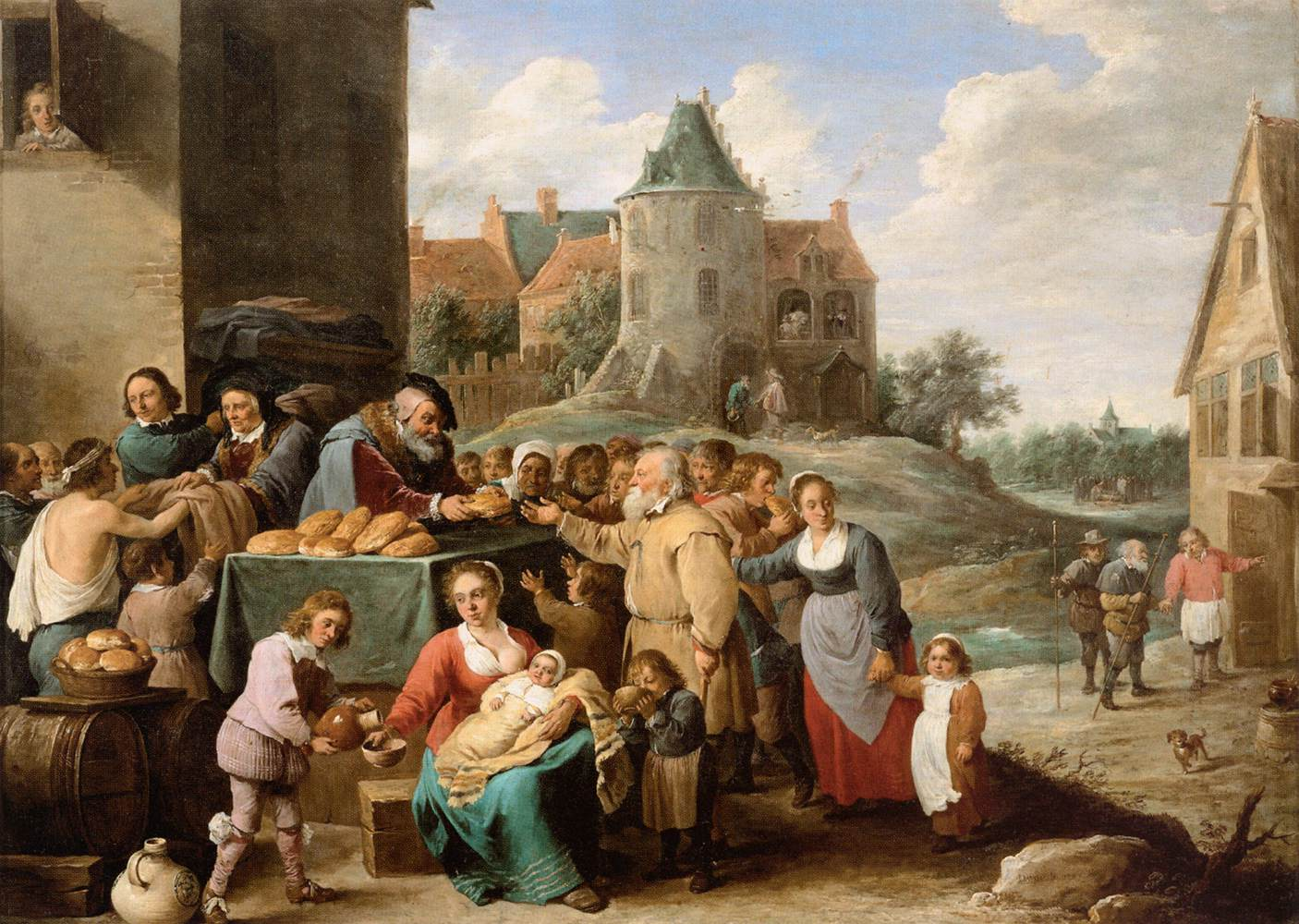

أعمال الرحمة، مذكورة في التعليم المسيحي للكنيسة الكاثوليكية، ومستنبطة من مقاطع كتابية في العهد الجديد، والعهد القديم؛ وتقسم إلى فرعين أعمال الرحمة الجسدية، وأعمال الرحمة الروحية.
| - أعمال الرحمة الجسدية - إطعام الجياع. - إرواء العطاش. - إكساء العراة. - ارشاد التائهين. - إيواء الغرباء. - زيارة المرضى. - معالجة المرضى والجرحى. - زيارة السجناء. - دفن الموتى. | - أعمال الرحمة الروحية - تعليم الجهّال. - نصح المترددين. - تعزية الحزانى. - تأديب الخطأة. - مسامحة الشاتم. - تحمّل الظلم والشدائد. - الصلاة لمن اصابهم الظلم والشدائد. - الصلاة لأجل الأحياء والأموات. |